# Ernst Liesegang

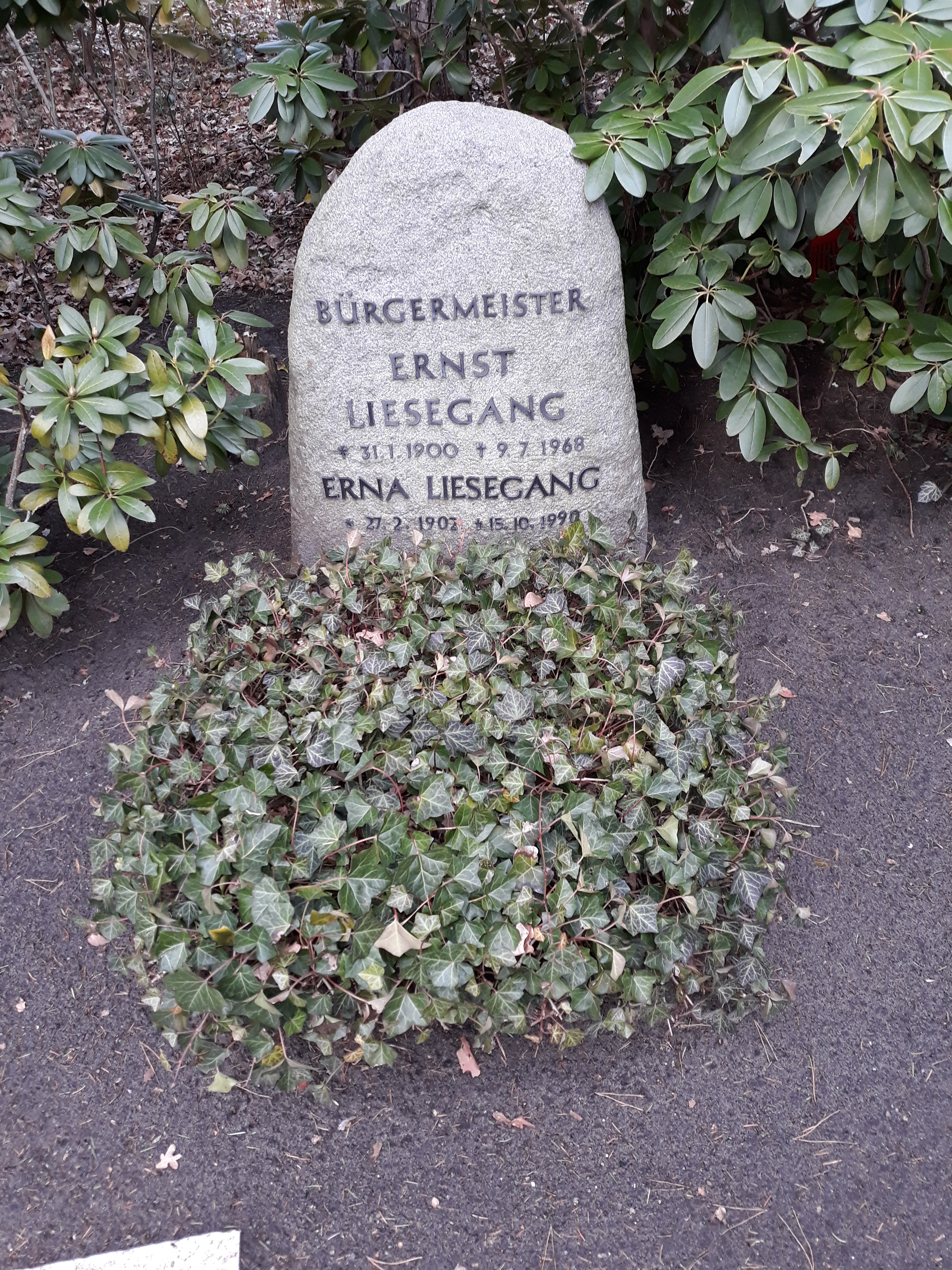
Das Grab von Ernst Liesegang und seiner Ehefrau Erna auf dem Friedhof In den Kisseln in Berlin.

Ernst Liesegang (* 31. Januar 1900 in Lichtenberg bei Berlin; † 9. Juli 1968 in Berlin) war ein Berliner Kommunalpolitiker (SPD).
Ernst Liesegang besuchte eine Volksschule und ein Lehrerseminar. Anschließend besuchte er die Preußische Hochschule für Leibesübungen und wurde 1922 zunächst Angestellter, später freier Handelsvertreter. 1940 wurde er in den Polizeidienst eingezogen und geriet 1945 in sowjetische Kriegsgefangenschaft.
Nach dem Zweiten Weltkrieg kehrte Liesegang nach Berlin zurück und wurde Inhaber einer Lebensmittelgroßhandlung in Berlin-Spandau. Bei der Berliner Wahl 1948 wurde er in die Bezirksverordnetenversammlung (BVV) im Bezirk Spandau gewählt, ab 1950 als Vorsteher der BVV Spandau. Bei der Wahl 1958 wurde Liesegang zunächst in das Abgeordnetenhaus von Berlin gewählt, schied aber nach sechs Wochen wieder aus, da er von der BVV Spandau zum Bezirksbürgermeister gewählt worden war. 1965 schied er aus Altersgründen aus, der neue Bezirksbürgermeister wurde daraufhin Klaus Bodin.

## Ehrungen
1965 bekam Liesegang das Große Verdienstkreuz der Bundesrepublik Deutschland verliehen. Am Gebäude des Bezirksamtes Spandau erinnert eine Gedenktafel an ihn. In Kladow wurde ein Uferweg an der Unterhavel nach ihm benannt.